# Сильная, молчаливая личность
«Сильная, молчаливая личность» (англ. «The Strong, Silent Type») — сорок девятый эпизод телесериала канала HBO «Клан Сопрано» и десятый в четвёртом сезоне шоу. Телесценарий написали Теренс Уинтер, Робин Грин и Митчелл Бёрджесс по сюжету Дэвида Чейза. Режиссёром стал Алан Тейлор, а премьера состоялась 17 ноября 2002 года.

## В ролях
- Джеймс Гандольфини — Тони Сопрано
- Лоррейн Бракко — д-р Дженнифер Мелфи
- Эди Фалко — Кармела Сопрано
- Майкл Империоли — Кристофер Молтисанти
- Доминик Кьянезе — Коррадо Сопрано-мл.
- Стивен Ван Зандт — Сильвио Данте
- Тони Сирико — Поли Галтьери
- Роберт Айлер — Энтони Сопрано-мл.
- Джейми-Линн Сиглер — Медоу Сопрано *
- Дреа де Маттео — Адриана Ля Сёрва
- Аида Туртурро — Дженис Сопрано *
- Федерико Кастеллуччио — Фурио Джунта
- Винсент Куратола — Джонни Сэк
- и Джо Пантолиано — Ральф Сифаретто *

* = указаны только

### Приглашённые звёзды
- Том Элдридж — Хью Де Анджелис
- Шэрон Анджела — Розали Април
- Лесли Бега — Валентина Ля Пас
- Карл Капоторто — Маленький Поли Джермани
- Макс Каселла — Бенни Фацио
- Дэйн Кёрли — Джастин Сифаретто
- Джозеф Р. Ганнасколи — Вито Спатафоре
- Дэн Гримальди — Пэтси Паризи
- Алла Клюка Шеффер — Светлана Кириленко
- Элиас Котеас — Доминик Палладино
- Мэрианн Леоне — Джоанн Молтисанти
- Ричард Мэлдоун — Элли Бой Барезе
- Марисса Матроне — Ронни Капоцца
- Артур Дж. Наскарелла — Карло Джерваси
- Сюзанн Шеперд — Мэри Де Анджелис
- Морин Ван Зандт — Габриэлла Данте
- Карен Янг — агент Сансеверино
- Фрэнк Санторелли — Джорджи
- Елена Соловей — Бранка Либинск
- Дэниел Лондон — Эдди
- Эрман Чавес — уличный панк
- Карлос Писарро — наркоторговец
- Кристина Аблаза — доктор

## Сюжет
В Бада Бинге!, через неделю после того, как Тони убил Ральфа, команда зависает, играя в пул. Кристофер Молтисанти входит с большим свёртком в одной руке, когда остальные обсуждают исчезновение Ральфа. Тони решает позвонить Ральфу перед всей командой, симулируя неведение о судьбе Ральфа. Посылка, которую принёс Кристофер, оказывается картиной Тони и Пирожка, которую Тони заказал ранее. Обезумев, Тони уходит из Бинга. Почти в слезах, когда он едет по шоссе, он звонит обратно в стрип-клуб и приказывает уничтожить картину. Позже, Поли видит Бенни Фацио и Маленького Кармайна, пытающихся сжечь картину, и спасает её от уничтожения, сказав, что это будет честью, что у него дома будет висеть картина Тони. Поли вешает её в гостиной, но позже снимает её, чтобы изменить её, чтобы облачить Тони в форме "Наполеоновского" генерала 18-го века.
Исчезновение Ральфа начинает становиться проблемой. За ужином с Сильвио Данте и Пэтси Паризи, Элли Бой Барезе, говорящий неофициально, озвучивает то, о чём некоторые думают: Тони убил Ральфа из-за лошади. После того, как Сильвио покидает стол, Элли Бой заявляет, что любой босс, который убил члена своей команды из-за лошади, должен быть устранён, и что если бы это было так, что Тони совершил такой поступок, Сильвио должен быть "первым в очереди, чтобы вытащить вилку".
Между тем, Тони навещает находящегося в коме сына Ральфа в больнице, и позже проводит сеанс с доктором Мелфи. Когда Тони относит свою боль к потери Пирожка, Мелфи замечает, что он, кажется, горюет за животных больше, чем за людей. Далее, она напоминает ему, что его печаль по поводу того, что утки покинули его бассейн, была внутренней метафорой о его волнениях и страхах по поводу потери своей семьи. Доктор Мелфи спрашивает, может ли смерть лошади быть привязана к другому внутреннему конфликту.
Когда Фурио Джунта возвращается из Неаполя, он приносит подарки для Энтони-младшего и Медоу, но ничего для Кармелы. Позже, Кармела навещает Фурио в его доме, под предлогом давать советы по оформлению интерьера и получает импровизированный подарок в виде баночки с домашним бальзамическим уксусом от Фурио, которую он привёз из Италии. Когда Кармела говорит Розали Април о своих чувствах, вдова советует, что если Кармела ещё не занималась сексом с Фурио, то она не должна, если только держать Тони от возмездия над Фурио.
На встрече, Джонни Сэк требует, чтобы Тони впустил Нью-Йорк в аферу с HUD. Когда Тони отказывается, Джонни угрожает ему: "Ты уверен, что хочешь пойти по этой дороге, Тони?"
Снова в Бада Бинге!, Тони созывает встречу с Поли Уолнатсом, Сильвио Данте, Вито Спатафоре, Карло Джерваси и других ключевых членов семьи. Когда все сидят и слушают, Тони заявляет, что он знает, что случилось с Ральфом, и что если он прав, то он не вернётся. Тони утверждает, что Джонни Сэк убил Ральфа из-за аферы с HUD. Тони напоминает об окупаемости, которая позже потребуется. Другие, к испугу Поли, спекулируют и спрашивают про "шутку Джинни Сэка" и имела ли она какое-либо влияние на исчезновение Ральфа. Тони утверждает, что он уверен, что это не помогло делу.
Адриана Ля Сёрва встречается с её куратором из ФБР, агентом Робин Сансеверино, и пичкает ей как можно меньше информации, насколько это возможно. Сансеверино, зная о героиновой зависимости Кристофера, предлагает, чтобы Адриана подтолкнула его к тому, чтобы он пошёл в реабилитационную клинику, и говорит, что ФБР отправляло им брошюры Hazelden Foundation по почте. Адриана начинает плакать, когда она обнаруживает, что Кристофер, в героино-индуцированном ступоре, сел на её собаку Козетту, убив её. У Кристофера, опоздавшего на встречу с Поли и Сильвио, угоняют машину и его грабят при попытке приобретения героина в малообеспеченном баррио. Когда он возвращается домой избитым, Адриана даёт ему брошюру в реабилитационную клинику, но он ударяет её несколько раз и сбивает её на пол.
Кармелу навещает Адриана в синяках и слышит о том, как зависимость Кристофера оставила его ещё более неуравновешенным. Тони отвергает советы Джуниора о решении проблем с Кристофером, который сравнивает Кристофера с любимой собакой, у которой бешенство и должна быть убита из милосердия. Вместо этого, однажды утром, семья и друзья организовывают интервенцию. Открывающее упражнение включает то, что каждый расскажет Кристоферу о том, как его употребление наркотиков повлияло на их жизнь. Тони приходит в ярость, когда Адриана раскрывает, что Кристофер случайно убил Козетту. Кристофер часто перебивает и словесно атакует тех, кто говорит с ним, включая завуалированными ссылками к фиаско Поли в Пайн Барренс, и упоминая неверность Сильвио. Советник пытается остановить обвинения, летящие по комнате. Но, когда Кристофер начинает проявлять неуважение к Тони и оскорблять его родную мать, он получает побои от людей в комнате. Прежде чем действительно произойти, интервенция прекращается тем, что Кристофера везут в травмпункт с переломом черепа в области волосяного покрова.
В больнице, Тони говорит Кристоферу, что единственная причина, по которой он ещё жив, потому что "Ты мой племянник и я люблю тебя". Он организовывает для Кристофера поход в реабилитационную клинику в Пенсильвании и требует, чтобы он не возвращался, пока он не станет чист и трезвым, сказав ему, что Пэтси остановится в мотеле в полумили от него, чтобы наблюдать за ним. Кристофер прибывает в клинику с Адрианой и Пэтси. Его конфеты конфискованы (потому что они содержат кофеин), и он прощается со своей невестой, прежде чем зайти в заведение.
Тони позже навещает дядю Джуниора, но находит его дремлющим. Там присутствует Светлана Кириленко, без своей ноги-протеза и на костылях. Они обмениваются светской беседой на диване. Светлана обсуждает различия между мировоззрением американцев и других: американцы не ждут ничего плохого и удивляются, когда это происходит, пока остальной мир ожидает худшего и не разочарован. Тони отмечает, что Светлана, в частичной тени с её светлыми волосами и сигаретным дымом, доносящегося до неё, напоминает ему "Грету Гарбл" (Грета Гарбо). Они смотрят друг на друга пристально, целуются и затем занимаются сексом на диване дяди Джуниора. Затем, пока Тони одевается, он предлагает снова увидеться. Светлана говорит, что это не очень хорошая идея, и Тони, похоже, расстроен. Когда медсестра Джуниора Бранка неожиданно приходит и застаёт их сидячими вместе, Тони уходит.
Эпизод заканчивается с характерными сценами, где Тони и Фурио готовят еду и едят в одиночестве в своих домах без Кармелы (Тони подогревает ригатони и наливает в стакан молоко из пластиковой бутылки, в то время как Фурио кипятит пасту, затем он жарит её, режет сыр и пьёт бокал вина). Музыка военных барабанов начинает играть на заднем плане. Поли, также один дома, вешает картину Тони и Моего пирожка над своим камином. Тони теперь переделан и выглядит как "Наполеоновский" генерал 18-го века, как и хотел Поли. Поли садится спиной к картине и поворачивается к телевизору, чтобы смотреть матч "Yankees". Однако, глаза Тони на картине по-прежнему беспокоят его.

## Умерла
- Козетта: убита, когда Кристофер, находясь в ступоре от героина, садится на неё, пока она лежала на диване.

## Название
- Название эпизода ссылается на Гэри Купера, которого Тони описал как идеальную модель мужчины. Тони упоминает Купера несколько раз во время сериала, описывая его как "сильную, молчаливую личность". Он впервые сказал это во время терапии в пилоте сериала, и снова в эпизоде четвёртого сезона, "Христофор".
- Неизвестного для Кармелы соперника Тони, Фурио, можно описать таким образом.

## Другие культурные отсылки
- В начале эпизода, когда Кристофер получает кайф от героина, прежде чем сесть на собаку, Козетту, по телевизору показывают короткометражку «Охотники на медведей» из сборника «Пострелята».
- Поли говорит Сильвио, что он посмотрел «В порту» в HD и был впечатлён.
- Бейсбольная игра, которую Поли смотрит ближе к концу эпизода, это игра Boston Red Sox-New York Yankees, сыгранная на стадионе "Yankee" 4 сентября 2002 года, с победой Yankees со счётом 3-1.

## Музыка
- Когда Адриана разговаривает с агентом ФБР, стерео из другой машины играет песню "Analyze" The Cranberries.